# Cultura Tres
Cultura Tres (spanisch Kultur Drei oder dritte Kultur) ist eine 2006 gegründete Sludge- und Groove-Metal-Band aus Maracay. Der Bandname soll laut Londoño den Kulturraum der dritten Welt repräsentieren. Die aus Venezuela stammende Gruppe mit dem inhaltlichen Schwerpunkt auf sozialen und politischen Themen, identifiziert sich Londoño zur Folge, mitunter über den Namen, mit der Bevölkerung des Wirtschaftsraums der dritten Welt und der Bevölkerung des diesem zugehörigen Heimatlands. Trotz eines hohen Grades an Unabhängigkeit in der Produktion, Vermarktung und ästhetischen Aufbereitung ihrer Musik, bis hin zum Do-it-yourself-Ethos der Hardcore-Punk-Szene, genießt die Gruppe internationale Anerkennung und tritt weltweit auf.

## Geschichte
Cultura Tres entstand aus der seit den 1990er Jahren gepflegten Band Agresión. Die Gruppe besaß bereits als Agresión Undergroundbekanntheit durch Auftritte mit Crowbar, Stone Sour und Sepultura sowie beim kolumbianischen Rock al Parque und dem niederländischen Ozzfest vom 1. Juni 2002 in Nijmegen. Juan Manuel de Ferrari und Alejandro Londoño, welche darauf ihren Standort in die Niederlande verlegt hatten, entschieden 2006, nach etwa zehn Jahren als Agresión, die Gruppe fortan unter neuer Bezeichnung zu gestalten. Noch im gleichen Jahr erschien, mit David Abbink als Schlagzeuger und Marcel Capell als Bassist, das erste Demo 2006 betitelte Demo. Im darauf folgenden Jahr erschien mit Seis eine erste offizielle EP, welche Cultura Tres im Eigenverlag veröffentlichte. An die Veröffentlichung schlossen sich Auftritte mit Pro-Pain sowie beim niederländischen Gorefest an. Nach dieser Veröffentlichung verließ Marcel Capell die Gruppe, die Position des Bassisten wurde daraufhin mit Darrell Laclé neu besetzt, welcher jedoch gerade für ein Jahr bei der Band blieb. Gemeinsam mit Laclé spielten die Musiker das Debütalbum La Cura ein. Die Veröffentlichung des Albums im Jahr 2008 erfolgte über das eigens hierzu gegründete Label Dead Plan Records. Auf Basis des Albums erlangte die Gruppe ausreichend Popularität um eine achtzehnmonatige Welttournee zu bestreiten. Dabei spielte die Gruppe Konzerte sowie auf Festivals in Südamerika, Europa und Japan. Im Lauf dieser Zeit trennte sich die Gruppe von Laclé und ersetzte diesen durch Alonso Milano. Mit Milano wurde, nach der Rückkehr von ihrer Tournee das zweite Album El Mal Del Bien eingespielt. Das zweite Album gilt als Konzeptalbum, welches sich mit „der düsteren Seele des südamerikanischen Kontinents auseinandersetzt und dabei Themen wie Hexerei, Sklaverei, Unterdrückung und religiösen Wahn behandelt.“ Das Album wurde nach der auf Venezuela beschränkten Vinyl-Veröffentlichung über Dead Plan Records von der britischen Firma Devouter Records für den internationalen Markt als CD und Download vertrieben und vielfach positiv besprochen.  Auf die Veröffentlichung folgten Auftritte in Chile, Venezuela, Großbritannien und Tschechien. Das dritte Album Rezando al Miedo erschien darauf im Jahr 2013. Auch dieses Album widmete sich den Themen Sklaverei, Unterdrückung und religiösem Wahn in Lateinamerika. Im Anschluss an die Veröffentlichung, die erneut über Dead Plan Records und Devouter Records erfolgte, tourte die Gruppe in Südamerika. Das Album wurde von Rezensenten überwiegend positiv aufgenommen. Nur vereinzelt wurde Kritik geübt. Im Jahr 2014 verließ Abbink die Gruppe. Erst im darauf folgenden Jahr konnte mit Benoit Martiny ein neuer Schlagzeuger gefunden werden. Gemeinsam mit Martiny trat die Gruppe in Venezuela, den Niederlanden und Luxemburg auf. Im Jahr 2016 begann die Gruppe mit den Arbeiten an ihrem vierten Studioalbum. La Secta erschien im Dezember 2017 via Everything Sucks Music. Seit 2019 spielt Paulo Jr. (Sepultura) den Bass. 2023 erschien das Album Camino de Brujos, auf dem Paulo Jr. auch zu hören ist.

## Stil

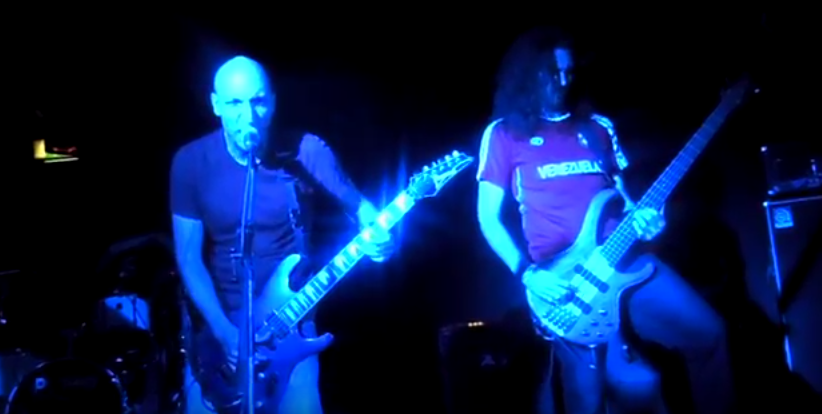
Alejandro Londoño und Alonso Milano mit Cultura Tres 2013 live in London

Cultural Tres bezeichnen den von ihnen gespielten Metal als South American Sludge Metal und beziehen sich damit ebenso auf den Hardcore-Doom-Hybriden Musikstil Sludge, wie auf ihre folkloristischen Einflüsse. Als Einfluss werden differente Interpreten wie Alice in Chains, Godspeed You! Black Emperor, Mars Volta, Pestilence, Astor Piazzolla, Entombed, Silvio Rodríguez und Los Natas von den Musikern genannt.
Bereits dem Debütalbum wurden lateinamerikanische Elemente zugesprochen. Dem Album La Cura wurden so Ähnlichkeiten mit dem Frühwerk von Soulfly sowie mit dem Album Roots von Sepultura, insbesondere aufgrund „grooviger Riffs und lateinamerikanischer Perkussion“, nachgesagt. Speziell die Elemente lateinamerikanischer Perkussion blieben ein wesentlicher Bestandteil des musikalischen Konzepts der Gruppe, somit blieb Cultural Tres auch der Vergleich mit Sepulturas Album Roots erhalten. Laut Metalunderground entwickelt der Klang der Gruppe durch „schwermütige Riffs“ und „dichte Zwischenspiele“ Einzigartigkeit. Das Gitarrenspiel wird gelegentlich als atonal beschrieben, hierbei werden Vergleiche mit Mars Volta gezogen, welchen Cultura Tres jedoch laut Kritikern nicht gerecht werden. Zumeist gilt das Gitarrenspiel als fuzziges und synkopisches Riffing. Der Gesang ist in spanischer und englischer Sprache gehalten. Londoño pflegt einen gutturalen Brüllgesang im Wechsel mit klar gesungenen und gesprochenen Passagen.

## Diskografie
- 2006: Demo (Demo, Selbstverlag)
- 2007: Seis (EP, Selbstverlag)
- 2008: La Cura (Album, Dead Plan Records)
- 2011: El Mal del Bien (Album, Dead Plan Records / Devouter Records)
- 2012: Desertfest (Live-Demo-Videoalbum, Dead Plan Records)
- 2013: Rezando al Miedo (Album, Cumpa Records / Devouter Records)
- 2017: La Secta (Album, Everything Sucks Music)
- 2023: Camino de Brujos (Album, Universal Music/Bloodblast)